# Alfred Tomatis
Alfred, Angelo Tomatis, né le 1er janvier 1920 à Nice et mort le 25 décembre 2001 à Carcassonne, est un oto-rhino-laryngologiste, secondairement radié de l'Ordre, qui a donné le jour à une méthode scientifiquement controversée, la méthode Tomatis.

## Biographie
Alfred Tomatis grandit dans une famille de chanteurs lyriques, avec notamment un père, Humbert Tomatis, chanteur professionnel, basse noble à l'opéra de Paris. À 11 ans, il est envoyé à Paris par son père pour y effectuer ses études. Il devient interne des hôpitaux de Paris (Bichat et Bretonneau), faisant face à cette période aux horreurs de la guerre après les bombardements de Paris en 1943. Il devient en 1945 docteur en médecine de la Faculté de médecine de Paris, choisissant comme spécialité l'oto-rhino-laryngologie (ORL), se passionnant pour les relations existant entre l'oreille et la voix. Il se constitue alors une première patientèle de chanteurs lyriques, amis de son père et souffrant de problèmes vocaux.
À partir de 1947, il entreprend des recherches dans les domaines de l’audiologie et de la phonologie aboutissant à la formulation d’un certain nombre de « lois » présentées à l’Académie des sciences de Paris, remettant en cause les théories de l'époque, mais dont aucune n'a fait l'objet de publication répondant aux critères scientifiques. Elles traitent des liens existant entre l’oreille, la voix et le système nerveux, en s'appuyant sur des notions d'anatomie très personnelles,,. 
Après avoir exercé des activités de médecin oto-rhino-laryngologiste pendant plus de 31 ans, Tomatis s’est consacré à la recherche et à l’application de sa méthode, avant de se voir radié de l'Ordre des médecins en 1977.
Alfred Tomatis repose au cimetière La Conte de Carcassonne.

## Recherches scientifiques sur les effets de la méthode Tomatis
Recherches scientifiques sur les effets de la méthode Tomatis,,,,,,
En suisse :
En Suisse, une étude de Schiftan et al. (2012) cherche à évaluer si l’Audio-Psycho-Phonologie selon A. Tomatis remplit les critères d’efficacité, d’adéquation et d’économicité. Dans l’ensemble, sur la base des résultats statistiquement significatifs, les auteurs considèrent le traitement par la méthode de l’A.P.P. selon A. Tomatis comme étant efficace.
Méta-analyse :
Cherchant à évaluer la crédibilité scientifique de l'efficacité cliniquement déclarée de la technique de stimulation sonore de Tomatis, Gilmore (1999) a mené une méta-analyse portant sur cinq études des années 1980 au Canada et en Angleterre, dans lesquelles la méthode développée par Alfred Tomatis a été utilisée. La totalité des 231 participants dans les cinq études était des enfants présentant des difficultés dans l'apprentissage ou des troubles de la communication. Quatre desétudes ont suggéré que la méthode Tomatis avait des effets positifs sur le développement psychomoteur, cognitif et linguistique, sur l’ajustement personnel et social des enfants, ainsi que sur les capacités de traitement auditif. Une cinquième étude ne met pas en évidence ces résultats positifs. 
Les résultats de cette méta-analyse montrent des améliorations dans l’apprentissage, la communication et l’ajustement général chez les enfants après une stimulation par les sons de la méthode Tomatis et ceci même 12 mois après le traitement (Gilmor, 1999).
Troubles du déficit d'Attention:
Sacarin (2013) a effectué une recherche sur 25 enfants âgés de 7 à 13 ans ayant un diagnostic de trouble du déficit d’attention. Son but était d’explorer les effets de la première phase du programme d’entraînement de l’écoute de la méthode Tomatis en comparaison avec un groupe contrôle d’enfants médiqués ne bénéficiant pas de l’entraînement. Les résultats de cette étude mettent en évidence des améliorations statistiquement significatives chez les enfants ayant bénéficiés de la méthode Tomatis en comparaison avec le groupe contrôle n’ayant pas bénéficiés de la stimulation par les sons. Le groupe expérimental présente une amélioration significative de la vitesse de traitement, de la  conscience phonologique, de l’efficacité du décodage phonétique lors de la lecture, du comportement et de l'attention auditive. L’auteur conclue que les améliorations significatives notées dans la cognition, l'attention et le comportement, suggère fortement que la méthode Tomatis a des effets positifs chez les enfants souffrant de TDA (trouble du déficit d’attention).
Troubles de l’apprentissage :
Rourke et Russell (1982) ont fait une étude à l’Universtié de Windsor en Ontario sur 25 enfants âgés de 9 à 16 ans et présentant des difficultés d’apprentissage. Après avoir effectué un programme de stimulation de l’écoute par la méthode Tomatis, ceux-ci ont montré de meilleurs résultats que les enfants n’ayant pas bénéficier de la méthode dans les domaines suivants : capacités d’ajustement général, de résolution de problème et de coordination visuo-motrice. 
Troubles du langage :
Une étude appuyant l'efficacité de la méthode Tomatis a été menée en 1982 par Wilson, Iacoviello, Metlay, Risucci, Rosati et Palmaccio (tel que cité dans Gilmor, 1999) à la North Shore University Hospital au Canada. Cette étude était composée de 26 enfants d'âge préscolaire entre 42 à 69 mois présentant des troubles du langage ainsi qu’un groupe contrôle. Les auteurs ont rapporté des améliorations significatives de la performance dugroupe expérimental dans les tests de traitement auditif.
Dysléxie :
Mould (1985) a mené une étude sur 92 garçons d'une résidence dans l'école publique en Angleterre, âgés de 10-15 ansdiagnostiqués comme étant sévèrement dyslexiques, qui présentait des déficits importants en lecture. Les résultats des tests standardisés montrent une amélioration dans les domaines de l'aptitude, la réalisation, et l'ajustement dans le groupe expérimental par rapport au groupe contrôle sur une période de deux ans (Gilmore, 1999).
Autisme :
Joan Naysmith-Roy (2001) a mené une étude avec six garçons, âgés de 4-11 ans, diagnostiqués comme autistes sévères.L'auteur rapporte des effets positifs sur le comportement suite au programme d’entraînement de l’écoute de Tomatis chez cinq des six enfants présentant un trouble autistique. Les résultats positifs ont été signalés dans les domaines suivants : l'adaptation au changement, la communication non verbale, la réponse émotionnelle, et le niveau d'activité (Neysmith-Roy, 2001).
Trouble du Traitement auditif :
Ross-Swain (2007) a étudié les effets de la méthode Tomatis sur les enfants et les jeunes adultes ayant des déficits dans la parole et le langage que l’auteur diagnostique comme ayant un trouble de traitement auditif (APD). Des changements significatifs ont été signalés dans les domaines suivants: le séquençage auditif, l'interprétation des directions du son, la discrimination auditive et la cohésion auditive y compris la mémoire auditive à court terme.
Musiciens :
du Plessis, Burger, Munro, Wissing, et Nel (2001) ont étudié les effets du programme d’entraînement de l’écoute de Tomatis sur 28 jeunes musiciens dans un projet pilote dans 2 universités d’Afrique du Sud. Les auteurs ont conclu que lastimulation sonore de Tomatis entraîne des résultats significativement favorables dans tous les paramètres ci-desouslorsque l'on compare un  groupe expérimental à un groupe contrôle n’ayant pas reçu la stimulation. Les paramètres suivants ont été mesurés: les capacités d’écoute mesuré par le « test d’écoute à effet Tomatis », le bien-être psychologique, les améliorations sur la voix observée par les enseignants et les autres participants, ainsi que la maîtrisemusicale, qui comprend la maîtrise instrumentale.
Troubles psychomoteurs et troubles neurologiques
Vervoort, De et Van (2007) ont fait une recherche portant sur l’efficacité du programme d’entraînement de l’écoute par la méthode Tomatis à l'aide de mesures neurophysiologiques chez 4 enfants  de 2 à 7 ans atteints de graves troubles du développement et de retards globaux dans le langage, la communication, et le fonctionnement psychomoteur. Ces auteurs ont relevés chez ces enfants des progrès dans le langage et  la communication, le contact visuel  et l’attention. Cette étude a permis de mettre en évidence des changements électrophysiologiques, suggérant ainsi que la stimulation par le son de la méthode Tomatis avait des effets sur le fonctionnement du cerveau. Les auteurs ont pu montrer des parallèles entre le test d’écoute (à effet Tomatis), la physiologie du cerveau, les descriptions de comportement observé et le développement de la parole.
Développement des enfants prématurés :
Une étude récente de Picciollini et al. (2014) a investigué l’effet de l’exposition à la voix maternelle par conduction osseuse par la méthode Tomatis sur le développement autonome et neurocomportemental de 71 enfants prématurés à l’âge de 3 et 6 mois. Les auteurs concluent que l’exposition précoce à la voix maternelle exerce un effet bénéfique sur le développement autonome et neurocomportemental des prématurés.
Tinnitus :
Une étude de Stillitano, C. et al. en 2014 a pour but de déterminer l’efficacité de la méthode Tomatis chez les patients souffrant d’acouphènes. Les résultats indiquent une diminution des scores obtenus à l’Inventaire du Handicap Acouphènique (THI) ainsi qu’une diminution de l’intensité des acouphènes après 70 heures de traitement avec la méthode Tomatis.

## Controverses
Tomatis est radié de l'Ordre des médecins en 1977. En 1988, une de ses patientes, Judith Many, le poursuit en justice après 170 séances, infructueuses, entre 1987 et 1988. En 1993, il est condamné pour exercice illégal de la médecine après avoir effectué et interprété un audiogramme auprès d'une patiente, alors que cet acte est réservé aux médecins ORL en activité.
Aux Etats-Unis, l'« Oreille électronique » et autres dispositifs analogues ont été interdits à l'importation en 1996 par la Food and Drug Administration. Ultérieurement, la FDA a autorisé des dispositifs de ce type, à des fins de formation, considérant qu'ils relevaient du domaine de l'éducation et non du domaine médical. En France, la méthode n'est pas reconnue et n'a aucune efficacité démontrée selon l'Académie de médecine et la Haute Autorité de Santé, d'autant plus que « les surdités des patients pris en charge par M. Tomatis n'en sont pas » selon l'Académie.
En 1993, le Professeur Tran Ba Huy, ORL de l'Académie nationale de médecine, écrit un éditorial à ce sujet : « Alfred Tomatis ou de l’influence du creux sur la taille du trou ». En 2018, il effectue une analyse et synthèse bibliographique sur la méthode, qu'il conclura par : « L’effet Tomatis s’apparente au mystère de la foi et réactualise Jean de la Fontaine : à flatter le besoin de merveilleux et d’intellectualisme, on vit aux dépens des esprits faibles qui, croyant savoir, ne savent pas qu’ils croient. Ces derniers sont légion. Le rappel de ces lignes n’a d’autre ambition que d’informer le monde ORL, voire médical sur la nullité abyssale et l’escroquerie intellectuelle des théories sur lesquelles reposent le fonctionnement des centres Tomatis qui prolifèrent et prospèrent aujourd’hui en France et en Europe… avec l’aide financière de l’Union Européenne ! ».
Dans Healing or Stealing, Jean-Marie Abgrall l’appelle le « gourou de l’oreille d’or » et écrit : « D’après les spécialistes en ORL, le système Tomatis tient plus du pèlerinage religieux à Lourdes que d’une réalité scientifique et thérapeutique. » Il explique que Tomatis joue sur les sentiments de culpabilité des parents et futurs parents, en les rendant responsables de la façon dont l’enfant aurait été stimulé par les voix maternelle et paternelle, dans le ventre de la mère.

## La méthode Tomatis
Tomatis distingue le processus d’écoute de celui d’entendre. Si entendre est un processus passif, écouter en revanche est un processus actif et volontaire. Pour lui, l’entraînement de la fonction d’écoute est important pour optimiser les apprentissages, les capacités langagières, le discours, la voix, la coordination et le rythme. La méthode postule que modifier les facultés auditives d'un sujet amènent la transformation du comportement et du langage. Cette opération est réalisée au moyen d'une « Oreille électronique à précession ».
Ses théories sont connues sous le nom de « méthode Tomatis » ou audio-psycho-phonologie (APP).

### Histoire
La méthode naît d'une analogie fortuite : au laboratoire d'Acoustique des arsenaux de l'aéronautique, Tomatis examinait des personnes dont l'audition était altérée par l'exposition au bruit des moteurs à réaction afin de savoir s'il fallait les indemniser et, simultanément, il remarquait assez souvent une déformation très nette de la voix. Rapprochant ce cas de figure de celui des chanteurs à la voix brisée, il imagina que les troubles de l'audition causaient les perturbations de la voix et chercha une méthode expérimentale qui mette en évidence les réactions et les contre-réactions de l'audition sur l'émission vocale.
Il en résulta l'idée d'un circuit fermé d'auto-information dont le capteur de contrôle, lors de l'émission au niveau des organes phonatoires, serait l'oreille, toute modification imposée à ce capteur entraînant une modification du geste vocal. La méthode Tomatis se présente donc comme la création d'un nouveau conditionnement, utilisant une courbe auditive idéale, corrigeant le conditionnement accidentel défectueux.
Un appareillage technique est inventé pour ce faire, l'« oreille électronique à effet Tomatis », qui filtre et module, de façon plus ou moins sophistiquée, un enregistrement modèle en réduisant les basses — généralement du Mozart, mais aussi quand c'est possible la voix maternelle. L'Oreille Électronique transmet les sons à l'oreille du sujet selon un schéma précis, imposant au sujet cette manière d'entendre, l'obligeant ainsi à percevoir les sons suivant une accommodation désirée. En résumé, selon Tomatis, par cette gymnastique, tout le circuit neuromusculaire se met à travailler et va rendre le corps apte à entendre, donc supprimer les dysfonctionnements de la voix.
« Une courbe (de réponse acoustique) ascendante…entraînera une verticalité de la colonne avec effacement maximal des ensellures au niveau des cervicales et des lombaires. À l’opposé, une courbe descendante donnera un dos arrondi, cyphosé, laissant la tête et la nuque s’infléchir en avant. C’est bien le cas de Beethoven, qui, progressivement prend une allure de plus en plus ramassée » (Pourquoi Mozart ?, p. 102).
Les trois « lois » de Tomatis :
- la voix ne contient que ce que l'oreille entend (le larynx n'émet que les harmoniques que l'oreille peut entendre) ;
- si l'on modifie l'audition, la voix est inconsciemment et immédiatement modifiée ;
- la stimulation auditive entretenue pendant un temps déterminé modifie par effet de rémanence la posture d'auto écoute du sujet et par voie de conséquence sa phonation.

### Déroulement de la thérapie
C’est une gymnastique auditive ayant pour but de développer les capacités d’écoute. L’amélioration des capacités d’écoute aurait, selon lui, des effets sur le fonctionnement physiologique et psychique, la motricité, le langage et la communication.
Des supports sonores (musique de Mozart, chants grégoriens, valse, voix maternelle, comptines, etc.) sont transformés par l’ « Oreille électronique » (un appareil de gymnastique de l’écoute), développée par Alfred Tomatis, qui va filtrer les sons et stimuler ainsi l’écoute à travers la conduction aérienne (écouteurs) et la conduction osseuse du son (conduction des sons par les os du crâne). L'intervention complète de la méthode Tomatis s’étend généralement sur trois à quatre phases et peut durer entre 3 et 6 mois.

### L’«Oreille Électronique»
L’« Oreille électronique », développée par Alfred Tomatis, est un appareil de gymnastique de l’écoute, qui va filtrer les sons et stimuler ainsi l’écoute à travers la conduction aérienne (conduction du son par l'air grâce à des écouteurs) et la conduction osseuse du son (conduction des sons au travers des os du crâne). Lorsque le son a une amplitude inférieure à un certain niveau, les basses fréquences sont amplifiées alors que les fréquences moyennes et élevées sont filtrées. Cela se produit sur le canal 1 de l'Oreille Électronique. En revanche, lorsque l'amplitude augmente juste au-dessus d’un point de bascule, les fréquences basses sont supprimées tandis que le reste du spectre de fréquence est amplifié. Cela se produit sur le canal 2. Outre le déclenchement sonore décrit qui se produit sur ces deux canaux parallèles, l’oreille électronique contient des mécanismes pouvant établir un délai entre la conduction osseuse et aérienne du son. Le passage d’un canal à un autre peut être retardé sur la conduction aérienne. Cela signifie que l’auditeur va sentir le changement d’un canal à un autre d’abord par voie osseuse, puis par voie aérienne quelques millisecondes plus tard. Ceci permettrait d'entraîner la musculature de l'oreille moyenne qui va réguler la tension tympanique et favoriser une écoute optimale des sons et une meilleure perception des différentes fréquences par le cerveau.

### Les 3 intégrateurs
Cette méthode est un modèle interdisciplinaire qui s’intéresse aux interactions entre, d’une part, le système vestibulo-cochléaire et, d’autre part, le fonctionnement physiologique, la motricité, le langage et la communication. Ce modèle met en lien les processus auditifs (oreille et écoute), phonatoires (voix et langage) et psychiques (émotions, comportements, etc.).
Tomatis a suggéré en 1981 que les cortex auditifs, visuels et moteurs ne fonctionnent pas de manière indépendante les uns des autres mais qu’ils sont intégrés dans des processus multi-sensoriels qui sont impliqués dans le développement de la perception humaine, l’attention et les fonctions psycho-émotionnelles. Ainsi, selon lui,,, sa méthode de stimulation de l’oreille n’influencerait pas seulement les processus de l’information auditive mais aussi les processus visuels, tactiles, kinesthésiques et vestibulaires. Il affirme donc qu’un changement dans les différentes perceptions du processus auditif implique également un changement dans le comportement, la communication et les interactions sociales.
Il décrit 3 niveaux d’intégration neurophysiologique entre l’oreille et le cerveau : les intégrateurs vestibulaires, cochléaires et visuels.
- L’intégrateur vestibulaire régule le sens de l’équilibre et le tonus des muscles du corps entier et permet ainsi une bonne coordination motrice. Le système vestibulaire est situé dans l’oreille interne. Selon Tomatis, les connexions afférentes entre les cellules ciliées du système vestibulaire de l’oreille et le noyau vestibulaire au niveau cérébral peuvent être stimulées et entraînées par l’appareil de stimulation de l’écoute de Tomatis. L’entraînement par les sons de la méthode Tomatis semble améliorer l’équilibre, la régulation du tonus musculaire et la coordination[21].
- L'intégrateur visuel permet d’intégrer les informations provenant des yeux et de l’oreille interne. L’oreille interne est, selon lui, impliquée dans le fonctionnement de l’œil. L’entraînement de l’écoute par cette méthode permettrait ainsi d’améliorer la perception visuelle et les fonctions visuo-motrices[21].
- L’intégrateur cochléaire, quant à lui, regroupe les connexions entre l’oreille et le cerveau qui vont affecter la parole, le développement du langage et le contrôle de la voix. En plus d’améliorer la fonction d’écoute, la méthode aurait ainsi un impact sur le langage, la voix chantée et sur les processus langagiers impliqués dans la lecture[21].